# モアリ氷河
座標: 北緯46度4分42秒 東経7度35分55秒 / 北緯46.07833度 東経7.59861度

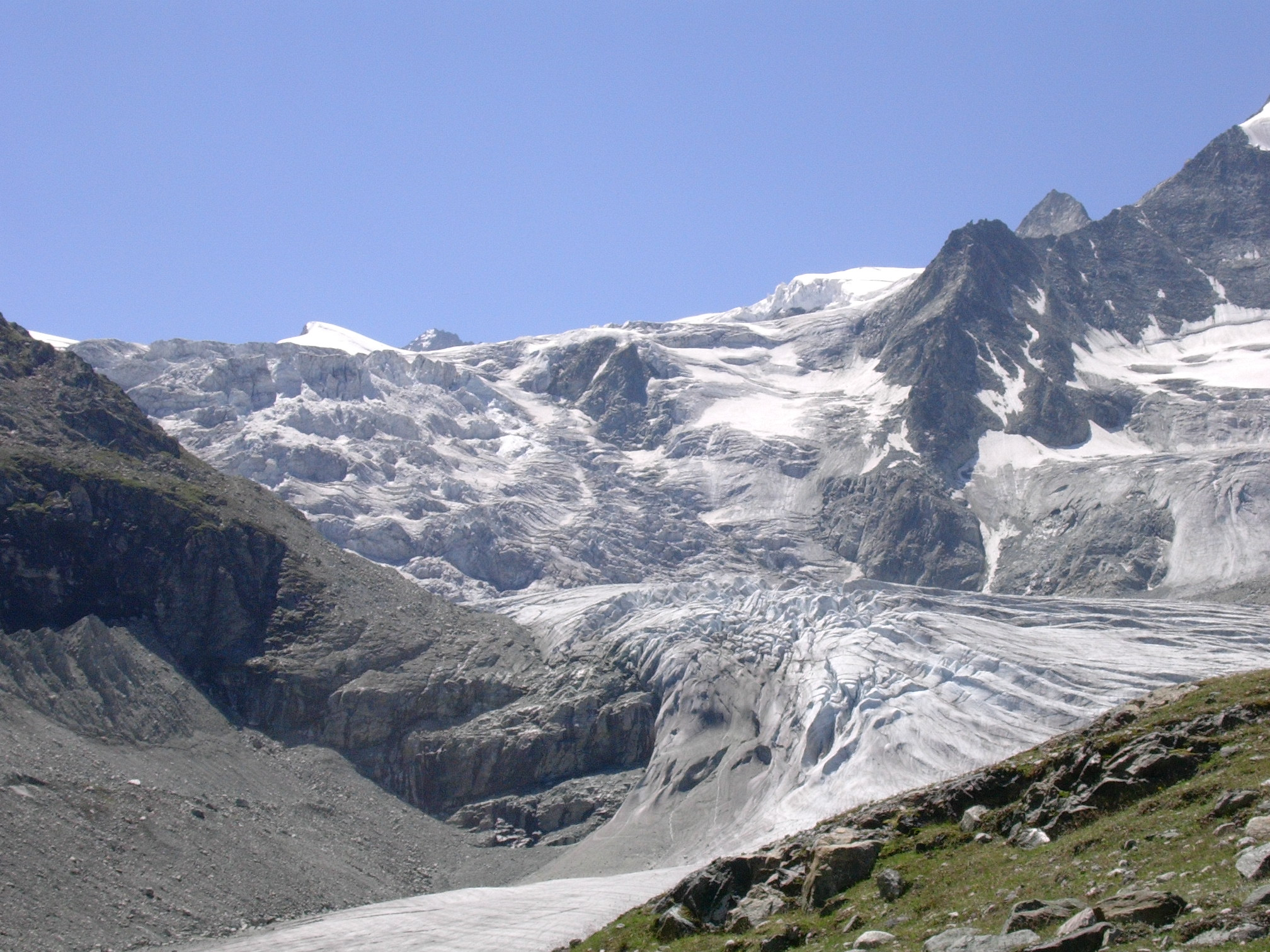
アニヴィエ谷のモアリ氷河

モアリ氷河（モアリひょうが、フランス語: Glacier de Moiry＝グラシエ・ド・モアリ）は、スイスのヴァレー州にある氷河で、長さは5キロメートル（2005年）である。ペンニネアルプス山脈のアニヴィエ谷（en:Val d'Anniviers）にあり、最寄りの村はグリメンツ (en:Grimentz)など。1973年の時点では、5.75平方キロメートルの面積があった。